# Bahnstrecke Strömstad–Skee
| Bahnhof Strömstad (etwa 1945) |                      |                             |                           |
| Kursbuchstrecke: | 130                  |                             |                           |
| Streckenlänge: | 7 km                 |                             |                           |
| Spurweite: | 1435 mm (Normalspur) |                             |                           |
| Stromsystem: | 15 kV 16 ⅔ Hz ~      |                             |                           |
| Maximale Neigung: | 10 ‰                 |                             |                           |
| Minimaler Radius: | 300 m                |                             |                           |
| Streckengeschwindigkeit: | 110 km/h             |                             |                           |
| |                      |                             |                           |
| \| \| \| Fähre nach Sandefjord \| \| \| \| 180,486 \| Strömstad (früher Bhf.) \| 42 m ö.h. \| \| \| 178,475 \| Strömstad gbg \| Strömstad gbg \| \| \| \| (ab 2012) \| \| \| \| \| Skeetunneln \| (550 m) \| \| \| \| Vättlandsån \| (18 m) \| \| \| \| Europaväg 6 und Vättlandsån \| (210 m) \| \| \| \| (ab 2012) \| \| \| \| 173,369 \| Skee \| 20 m ö.h. \| \| \| \| Bohusbanan nach Uddevalla \| \| |                      |                             |                           |
| |                      | Fähre nach Sandefjord       |                           |
| Haltepunkt / Haltestelle Streckenanfang | 180,486              | Strömstad (früher Bhf.)     | 42 m ö.h.                 |
| ehemaliger Dienststation / Betriebs- oder Güterbahnhof | 178,475              | Strömstad gbg               | Strömstad gbg             |
| Strecke von links · Abzweig ehemals geradeaus und nach rechts |                      | (ab 2012)                   | (ab 2012)                 |
| Tunnel · Strecke (außer Betrieb) |                      | Skeetunneln                 | (550 m)                   |
| Strecke · Brücke über Wasserlauf (Strecke außer Betrieb) |                      | Vättlandsån                 | (18 m)                    |
| Strecke (außer Betrieb) |                      | Europaväg 6 und Vättlandsån | (210 m)                   |
| Strecke nach links · Abzweig ehemals geradeaus und von rechts |                      | (ab 2012)                   | (ab 2012)                 |
| Bahnhof | 173,369              | Skee                        | 20 m ö.h.                 |
| Strecke |                      | Bohusbanan nach Uddevalla   | Bohusbanan nach Uddevalla |

Die Bahnstrecke Strömstad–Skee ist eine schwedische Bahnstrecke zwischen Strömstad und Skee in der Provinz Västra Götalands län und der historischen Provinz Bohuslän. Sie ist heute ein Teil der Bohusbana.

## Geschichte
Die Strecke sollte ursprünglich eine Ergänzung zur Bohusbanan sein. Für deren Bau – diese sollte von Anfang an von Skee nach Norwegen weiterführen – hatte der Reichstag 1898 eine privat betriebene Strecke von Skee nach Strömstad festgelegt.

### Strömstad-Skee järnvägsaktiebolag
Um diese Bedingung zu erfüllen, wurde die Strömstad-Skee järnvägsaktiebolag (SSkJ) gegründet, welche am 22. Dezember 1898 eine Konzession für diese Strecke erhielt. Der Bau der Strecke begann 1901, es wurden Schienen mit einem Metergewicht von 27,27 kg verwendet.
Die Eröffnung erfolgte am gleichen Tag wie der Abschnitt Uddevalla–Skee der Bohusbana am 16. Dezember 1903. Die Endabnahme der Strecke fand jedoch erst am 29. November 1905 statt. Die Baukosten beliefen sich auf rund 963.000 Kronen.

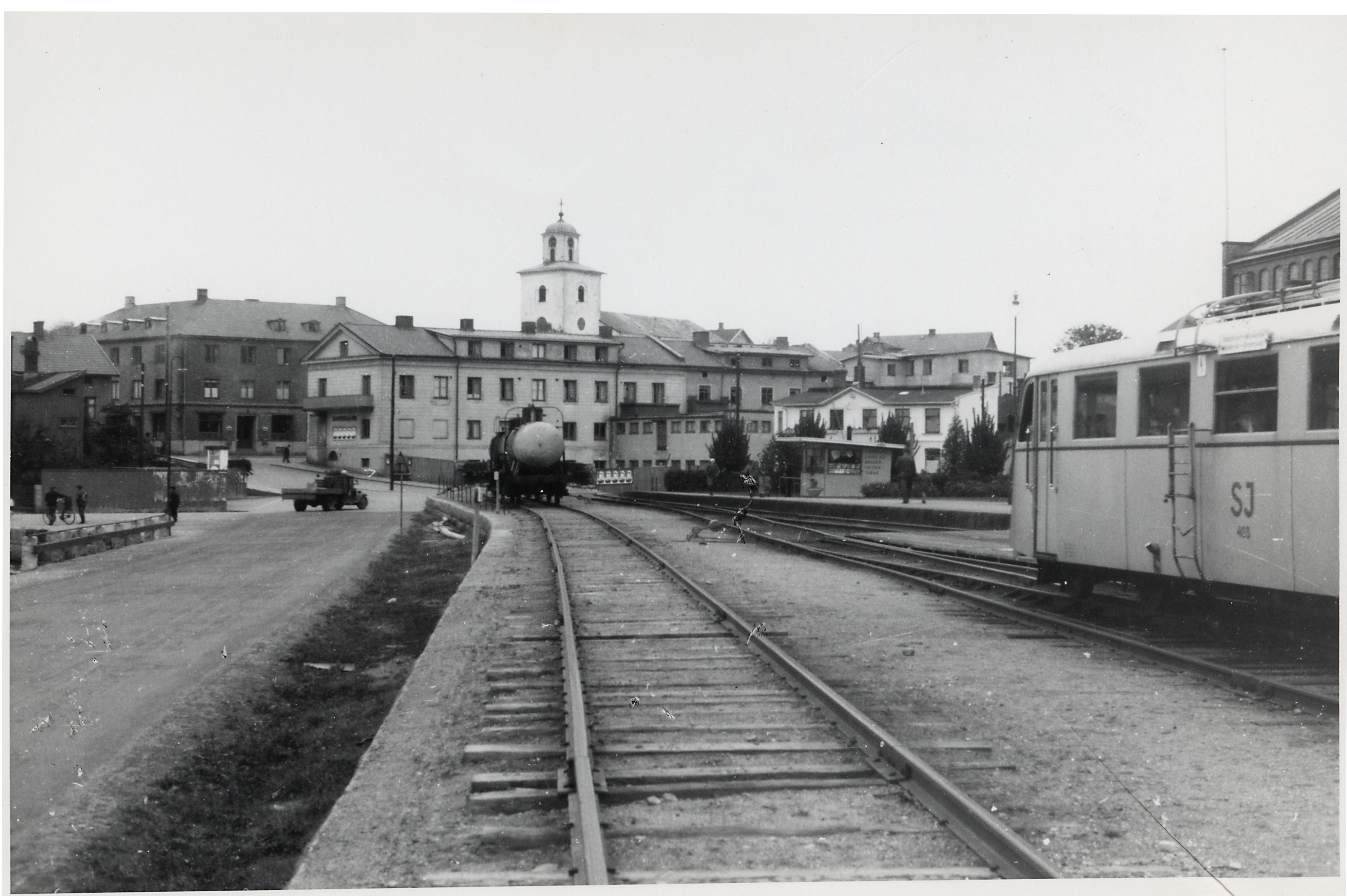
Bahnhof Strömstad

Die Strecke wurde von Anfang an von Statens Järnvägar (SJ) unter der Bedingung betrieben, dass SSkJ den Gewinn aus dem Betrieb erhalten sollte, jedoch auch für jeden Betriebsverlust verantwortlich wäre.
Nachdem die Gesellschaft zweimal einen Antrag auf staatliche Übernahme gestellt hatte, entschied der Reichstag 1906 auf Vorschlag von Kungl. Maj:t, die Strecke zu übernehmen. Hintergrund war, dass die Gesellschaft in finanziellen Schwierigkeiten steckte, die die Aufrechterhaltung des Betriebs gefährdeten.
Mitursache war, dass sich die politischen Verhältnisse gegenüber Norwegen geändert hatten. Infolge der Auflösung der Union durch den Vertrag von Karlstad am 23. September 1905 wurden die Aussichten für die Weiterführung der Bohusbana von Skee nach Norwegen als gering angesehen.
Damit erschien Strömstad als natürlicher Endpunkt der Strecke. Schließlich wurde berücksichtigt, dass die Strecke durch eine von der Regierung festgelegte Bedingung erbaut wurde. Der Kaufpreis betrug 600.000 Kronen. Für die Übernahme durch SJ am 1. Januar 1907 waren keine besonderen Wartungsarbeiten an der Strecke notwendig.

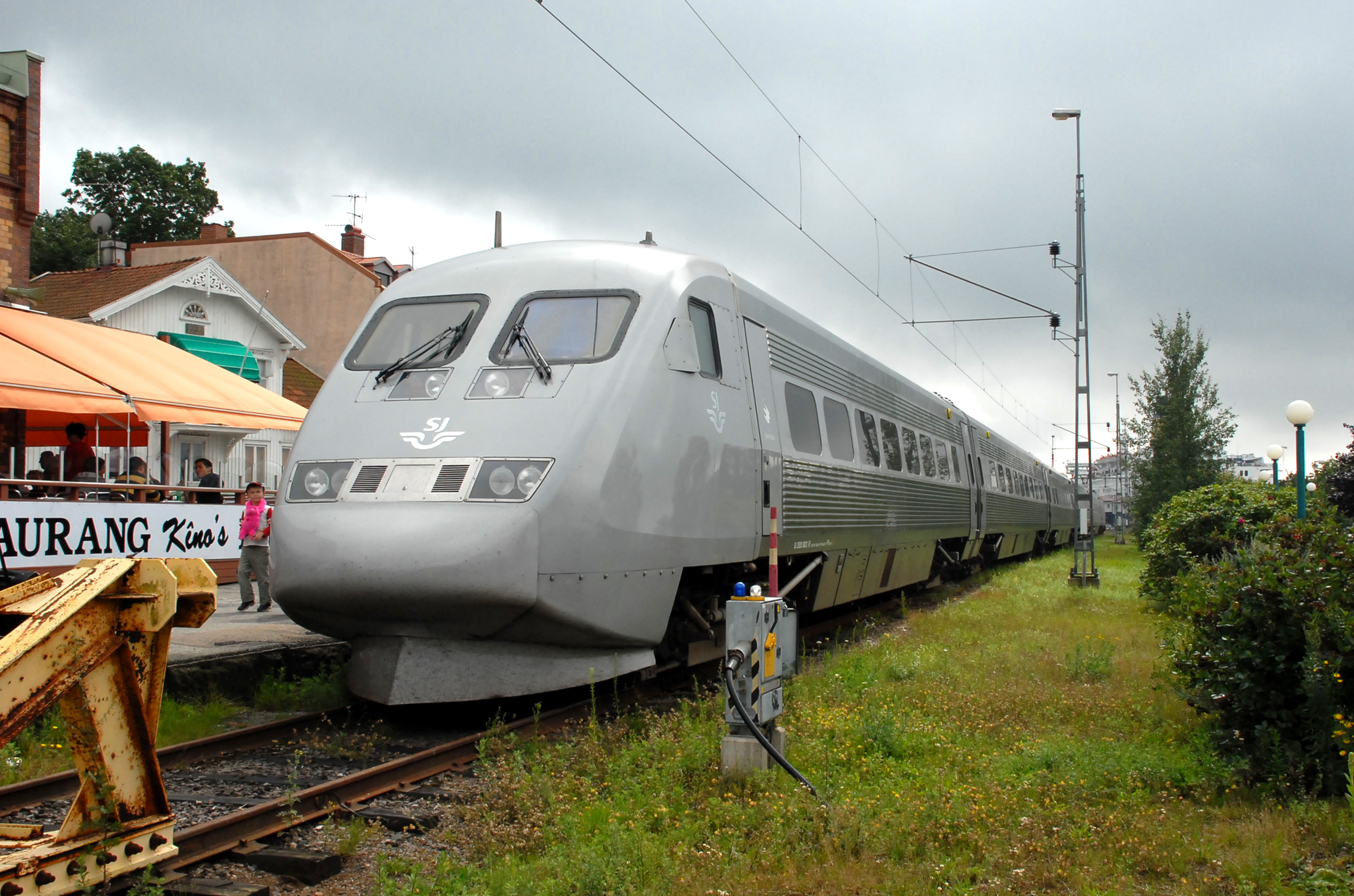
X2 in Strömstad (2007)

### Streckenverlegung bei Skee
Von September 2009 bis zum 9. Dezember 2012 war die Bahnstrecke Strömstad–Skee gesperrt, um bei Skee eine neue Trasse samt dem 550 m langen Skeetunnel anzulegen. Teile der bisherigen Trasse konnten so für den Ausbau der Europastraße 6 und eine neue Anschlussstrasse nach Strömstad verwendet werden. Die neue Streckenführung verkürzt den Schienenweg zwischen Strömstad und Skee um etwa 500 Meter.

## Verkehr
Der Personenverkehr wird unter dem Markennamen Västtågen des Verkehrsverbunds Västtrafik durch SJ Götalandståg, eine Tochtergesellschaft der SJ AB, durchgehend zwischen Strömstad und Göteborg erbracht. Mit Stand 2020 verkehren die Züge etwa alle zwei Stunden.
Seit 1960 findet auf der Strecke kein Güterverkehr mehr statt.